# لا بلاتا

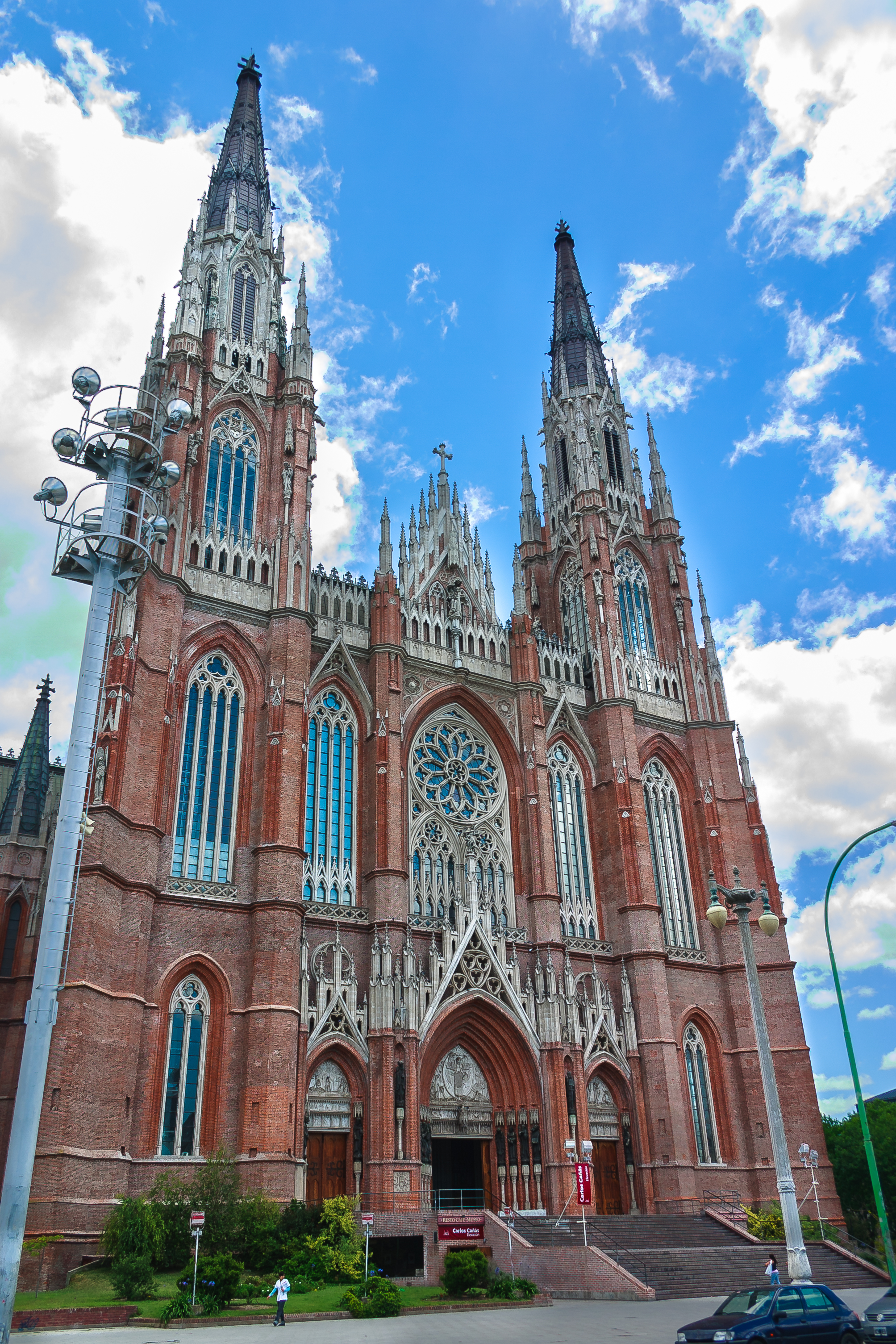
كاتدرائية لابلاتا

لابلاتا (بالاسبانية:La Plata) هي عاصمة محافظة بوينس أيرس الأرجنتينية، وكذلك عاصمة منطقة لابلاتا بارتيدو الإدارية. أصبحت المدينة عاصمة للمحافظة في عام 1880. بلغ عدد سكانها 574369 نسمة عام 2001. تأسست المدينة رسمياً على يد الحاكم داردو روتشا في 19 نوفمبر 1882. تبلغ مساحتها 940.38 كم2.

## المناخ
يظهر الجدول التالي التغييرات المناخية على مدار السنة للابلاتا:
| البيانات المناخية لـلابلاتا                | البيانات المناخية لـلابلاتا | البيانات المناخية لـلابلاتا | البيانات المناخية لـلابلاتا | البيانات المناخية لـلابلاتا | البيانات المناخية لـلابلاتا | البيانات المناخية لـلابلاتا | البيانات المناخية لـلابلاتا | البيانات المناخية لـلابلاتا | البيانات المناخية لـلابلاتا | البيانات المناخية لـلابلاتا | البيانات المناخية لـلابلاتا | البيانات المناخية لـلابلاتا | البيانات المناخية لـلابلاتا |
| الشهر                                      | يناير                       | فبراير                      | مارس                        | أبريل                       | مايو                        | يونيو                       | يوليو                       | أغسطس                       | سبتمبر                      | أكتوبر                      | نوفمبر                      | ديسمبر                      | المعدل السنوي               |
| ------------------------------------------ | --------------------------- | --------------------------- | --------------------------- | --------------------------- | --------------------------- | --------------------------- | --------------------------- | --------------------------- | --------------------------- | --------------------------- | --------------------------- | --------------------------- | --------------------------- |
| الدرجة القصوى °م (°ف)                      | 38.4 (101.1)                | 38.1 (100.6)                | 36.3 (97.3)                 | 33.6 (92.5)                 | 28.2 (82.8)                 | 25.5 (77.9)                 | 28.4 (83.1)                 | 30.1 (86.2)                 | 31.0 (87.8)                 | 32.6 (90.7)                 | 35.8 (96.4)                 | 39.9 (103.8)                | 39.9 (103.8)                |
| متوسط درجة الحرارة الكبرى °م (°ف)          | 28.9 (84.0)                 | 27.6 (81.7)                 | 25.7 (78.3)                 | 21.8 (71.2)                 | 18.0 (64.4)                 | 14.7 (58.5)                 | 14.0 (57.2)                 | 16.3 (61.3)                 | 17.8 (64.0)                 | 21.1 (70.0)                 | 24.1 (75.4)                 | 27.3 (81.1)                 | 21.4 (70.5)                 |
| المتوسط اليومي °م (°ف)                     | 22.8 (73.0)                 | 21.8 (71.2)                 | 20.0 (68.0)                 | 16.2 (61.2)                 | 12.7 (54.9)                 | 9.9 (49.8)                  | 8.9 (48.0)                  | 10.7 (51.3)                 | 12.5 (54.5)                 | 15.7 (60.3)                 | 18.4 (65.1)                 | 21.1 (70.0)                 | 15.9 (60.6)                 |
| متوسط درجة الحرارة الصغرى °م (°ف)          | 17.5 (63.5)                 | 16.9 (62.4)                 | 15.4 (59.7)                 | 11.6 (52.9)                 | 8.4 (47.1)                  | 5.9 (42.6)                  | 5.1 (41.2)                  | 6.3 (43.3)                  | 7.7 (45.9)                  | 10.7 (51.3)                 | 13.4 (56.1)                 | 15.8 (60.4)                 | 11.2 (52.2)                 |
| أدنى درجة حرارة °م (°ف)                    | 5.4 (41.7)                  | 4.1 (39.4)                  | 1.8 (35.2)                  | −0.2 (31.6)                 | −3.4 (25.9)                 | −5.7 (21.7)                 | −5.4 (22.3)                 | −3.8 (25.2)                 | −2.7 (27.1)                 | −1.2 (29.8)                 | 1.0 (33.8)                  | 1.3 (34.3)                  | −5.7 (21.7)                 |
| الهطول مم (إنش)                            | 108.8 (4.28)                | 114.3 (4.50)                | 124.5 (4.90)                | 86.8 (3.42)                 | 79.3 (3.12)                 | 52.6 (2.07)                 | 61.4 (2.42)                 | 61.3 (2.41)                 | 69.8 (2.75)                 | 110.6 (4.35)                | 103.9 (4.09)                | 95.2 (3.75)                 | 1٬068٫5 (42.07)             |
| متوسط أيام هطول الأمطار (≥ 0.1 mm)         | 8.1                         | 7.2                         | 8.0                         | 7.4                         | 6.0                         | 6.2                         | 6.3                         | 6.4                         | 6.9                         | 8.8                         | 8.4                         | 7.6                         | 87.3                        |
| متوسط الرطوبة النسبية (%)                  | 73.6                        | 78.1                        | 80.6                        | 81.9                        | 83.2                        | 84.2                        | 83.3                        | 81.1                        | 79.2                        | 79.1                        | 76.4                        | 72.9                        | 79.5                        |
| ساعات سطوع الشمس الشهرية                   | 251.1                       | 229.6                       | 210.8                       | 186.0                       | 155.0                       | 120.0                       | 127.1                       | 161.2                       | 171.0                       | 207.7                       | 225.0                       | 238.7                       | 2٬283٫2                     |
| نسبة وصول أشعة الشمس                       | 57                          | 62                          | 55                          | 55                          | 48                          | 41                          | 41                          | 48                          | 48                          | 52                          | 54                          | 52                          | 51                          |
| المصدر #1: Servicio Meteorológico Nacional |                             |                             |                             |                             |                             |                             |                             |                             |                             |                             |                             |                             |                             |
| المصدر #2: NOAA (sun 1961–1990)            |                             |                             |                             |                             |                             |                             |                             |                             |                             |                             |                             |                             |                             |

## توأمة
للابلاتا (بوينس آيرس) اتفاقيات توأمة مع كل من:
- أنغياري
- أسونسيون
- بولونيا
- بئر السبع
- بولوني سور مير
- كونثبثيون
- لويفيل
- مالدونادو
- مونتفيدو
- بورتو أليغري
- سانتا آنا دي كورو
- سانتا كروز دي لا سييرا
- ساو باولو
- سوكري
- سرقسطة
- بيفونغي
- لاتينا
- تشنغدو (31 يناير 2018 - )[8]

## أعلام
- خوليو فيلاسكو
- جويرمو باروس سكيلوتو
- ماركوس روخو
- لياندرو كوفري
- فلورنتينو أمفينو
- فرانسيسكو فارايو
- خوسيه لويس براون
- ريكاردو إنفانتي
- أنخيل كابريرا
- بيدرو بونفاسيو بالاسيوس

## وصلات خارجية
- الموقع الرسمي نسخة محفوظة 4 يوليو 2008 على موقع واي باك مشين. (بالإسبانية)